# Acanthoodes
Acanthoodes centrosternis es una  especie de coleóptero adéfago de la familia Carabidae y el único miembro del género monotípico Acanthoodes.